# Carex bonariensis
Carex bonariensis là một loài thực vật có hoa trong họ Cói. Loài này được Desf. ex Poir. mô tả khoa học đầu tiên năm 1813.